# 巴斯 (阿拉巴馬州)
巴斯（英語：Bass）是一個位於美國阿拉巴馬州傑克遜縣的非建制地區。該地的面積和人口皆未知。

## 地理
巴斯的座標為34°55′55″N 85°54′47″W / 34.93194°N 85.91305°W，而該地的平均海拔高度為189米（即620英尺）。